# Station Chiyokawa
Station Chiyokawa (千代川駅,  Chiyokawa-eki) is een spoorwegstation in de Japanse stad Kameoka in de prefectuur Kyoto. Het wordt aangedaan door de Sagano-lijn. Het station heeft twee sporen, gelegen aan twee zijperrons.

## Treindienst

### JR West
| 1 | ■ Sagano-lijn | richting Nijō en Kioto |
| 2 | ■ Sagano-lijn | richting Sonobe        |

## Geschiedenis
Het station werd in 1935 geopend. 

## Overig openbaar vervoer
Bussen van het stadsnetwerk van Kameoka.

## Stationsomgeving
- Okawatsuki-schrijn
- 7-Eleven
- Sunkus
- Kyoto Bank

Kioto · Tambaguchi · Nijō · Emmachi · Hanazono · Uzumasa · Saga-Arashiyama · Hozukyō · Umahori · Kameoka · Namikawa · Chiyokawa · Yagi · Yoshitomi · Sonobe (>>San'in-lijn)